# بحينة بنت الحارث
بحينة، وقيل عبدة بنت الحارث بن عبد المطلب بن هاشم بن عبد مناف صحابية مبايعة أطعمها الرسول من خيبر ثلاثين وسقا. هي زوجة مالك الأزدي ووالدة عبد الله بن مالك بن القشب.